# Пасинович, Антоанета
Антоанета Пасинович (хорв. Antoaneta Pasinović; Пустой шаблон {{ВД-Преамбула}} ) — хорватский архитектор, сценограф

 и архитектурный критик.

## Биография
Родилась 29 августа 1942 года в городе Сплит. В 1966 году окончила учёбу на архитектурном факультете Загребского университета и решив остаться в стенах вуза, она стала аспиранткой на философском факультете, выбрав в качестве специальности историю искусства. После окончания аспирантуры, Пасинович занялась сценографией и публикацией в хорватских научных журналах статей с критикой архитектурной, туристической и градостроительной политик хорватских властей. В своих работах она, под влиянием трудов теоретиков франкфуртской школы, нередко прибегала к использованию методов критической теории[страница?] и выступала за подход к архитектуре как к направлению искусства с психосоциальными основами. Из архитектурных проектов Пасинович известна лишь её работа в качестве соавтора Миры Халамбек-Венцлер при проектировании пешеходной тропы через лесопарк Тушканац в Загребе.
Умерла Антоанета Пасинович в Загребе 13 июля 1985 года.